# 藤井理行
藤井 理行（ふじい よしゆき、1947年 - ） は、日本の雪氷学者。元国立極地研究所所長。元南極地域観測隊隊長。元日本雪氷学会会長。

## 人物・経歴
東京生まれ。1970年東京工業大学理工学部土木工学科卒業。建築家の若山滋名古屋工業大学名誉教授は高校・大学の同級生で友人。大学卒業後、名古屋大学で樋口敬二に師事し、1975年名古屋大学大学院理学研究科博士課程単位取得退学、国立極地研究所助手。
1976年第18次南極地域観測隊隊員。1981年名古屋大学理学博士、イギリス南極観測隊交換科学者。1982年国立極地研究所助教授。1983年第25次南極地域観測隊隊員。1990年第32次南極地域観測隊副隊長兼越冬隊長。1993年国立極地研究所教授、総合研究大学院大学教授。1995年第37次南極地域観測隊隊長兼越冬隊長。1997年国際氷河学会評議員。2000年文部科学省科学官。
国立極地研究所北極圏環境研究センター長、国立極地研究所副所長を経て、2003年Annals of Glaciology編集委員。2004年北海道大学低温科学研究所運営協議委員。2005年国立極地研究所所長、気候変動に関する政府間パネル国内連絡会メンバー。
2006年理化学研究所仁科加速器研究センター共用促進委員会委員、総合地球環境学研究所運営会議委員。2007年日本雪氷学会会長、宇宙科学振興会評議員、宇宙航空研究開発機構宇宙科学評議会委員。2009年日本極地振興会評議員。2011年国立極地研究所北極観測センター特任教授。2012年総合研究大学院大学監事、国立極地研究所名誉教授、総合研究大学院大学名誉教授。

## 受賞
- 秩父宮記念学術賞 1978年[6]
- 日本雪氷学会平田賞 1980年[6]
- 秩父宮記念学術賞 1981年[6]
- 日本雪氷学会学術賞 1999年[6]
- 日本気象学会堀内賞 2009年[6]
- 文部科学大臣表彰科学技術賞 2011年[6]